# Iglesia de San Bartolomé (Rociana del Condado)
La iglesia parroquial de San Bartolomé es un templo católico que se encuentra en el municipio de Rociana del Condado, provincia de Huelva (España). Esta iglesia parroquial esta bajo el patrocinio de San Bartolomé Apóstol, patrón del municipio.

## Descripción
Es de estilo neobarroco y está hecha en ladrillo. Tiene planta basilical de cruz latina y tres naves, la central mayor que las laterales. El brazo izquierdo es más alargado y alberga la capilla sacramental. En el crucero se alza una bóveda de media naranja sobre pechinas que apea sobre cuatro pilares. La torre se ubica en el lado del evangelio, a los pies del edificio. 

## Historia

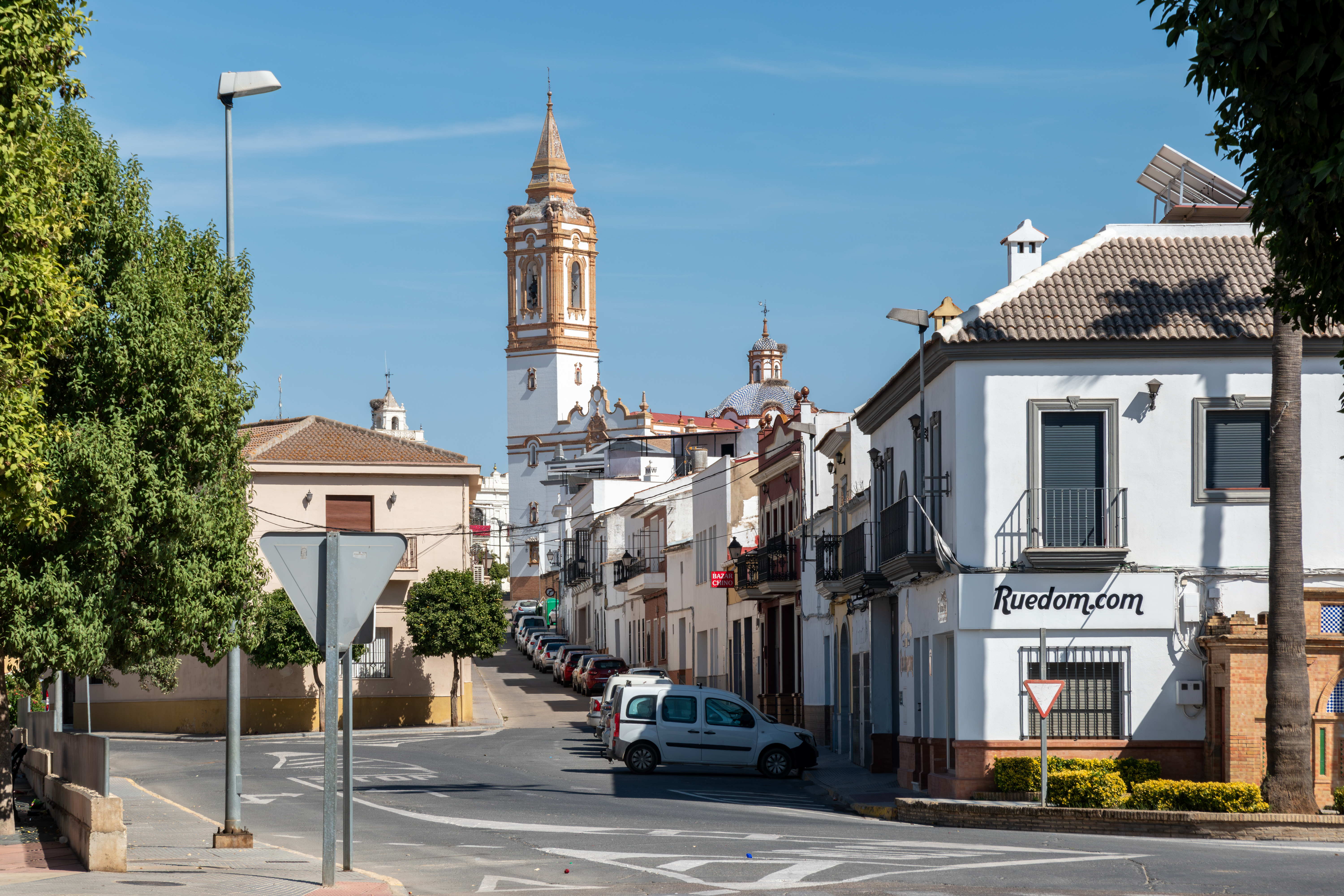
Vista desde la avenida de Niebla

Se edificó en torno a los años 1936-1958 para sustituir a la anterior parroquia mudéjar perdida tras la guerra civil. La actual es de proporciones mucho mayores que la anterior y su ejecución fue llevada a cabo por el arquitecto José María Pérez Carasa.